# Оскар (21-ша церемонія вручення)
21-ша церемонія вручення нагород премії «Оскар» Академії кінематографічних мистецтв і наук за досягнення в галузі кінематографа за 1948 рік  відбулася 24 березня 1949 року в Лос-Анджелесі, штат Каліфорнія, США.
Переможці вказуються першими, виділяються жирним шрифтом та відмічені знаком «★».

## Таблиця
| Найкращий фільм | Найкраща режисерська робота |
| --- | --- |
| - «Гамлет» – Лоуренс Олів'є для Universal Studios та General Film Distributors, Ltd. ★ - «Зміїна яма» – Анатоль Літвак, Роберт Басслер для 20th Century Studios - «Скарби Сьєрра-Мадре» – Генрі Бланк для Warner Bros. - «Червоні черевички» – Майкл Лейтам Пауелл, Емерик Прессбургер для Eagle-Lion Films та General Film Distributors, Ltd. - «Джонні Белінда» – Джеррі Волд для Warner Bros.                                                                   | - Джон Г'юстон – «Скарби Сьєрра-Мадре» ★ - Анатоль Літвак – «Зміїна яма» - Лоуренс Олів'є – «Гамлет» - Фред Циннеманн – «Пошук» - Жан Негулеско – «Джонні Белінда» |
| Найкраща чоловіча роль | Найкраща жіноча роль |
| - Лоуренс Олів'є – «Гамлет» за роль Гамлет ★ - Кліфтон Вебб – «Сидячи красиво» за роль Лінна Алоїзіуса Бельведера - Лью Ейрс – «Джонні Белінда» за роль доктора Роберта Річардсона - Монтгомері Кліфт – «Пошук» за роль Ральфа «Стіва» Стівенсона - Ден Дейлі – «Коли моя крихітка посміхається мені» за роль «Скіда» Джонсона | - Джейн Вайман – «Джонні Белінда» за роль Белінди МакДональд ★ - Айрін Данн – «Я пам'ятаю маму» за роль Марти «Мами» Хенсон - Барбара Стенвік – «Вибачте, Ви помилилися номером» за роль Леони Стівенсон - Інгрід Бергман – «Жанна д'Арк» за роль Жанни д'Арк - Олівія де Гевіленд – «Зміїна яма» за роль Вірджинії Стюарт Каннінгем                                                          |
| Найкраща чоловіча роль другого плану | Найкраща жіноча роль другого плану |
| - Волтер Г'юстон – «Скарби Сьєрра-Мадре» за роль Говарда ★ - Оскар Гомолка – «Я пам'ятаю маму» за роль дядьки Кріса Халворсена - Сесіл Келлауей – «Удача ірландців» за роль Горація - Хосе Феррер – «Жанна д'Арк» за роль дофіна, пізніше Карла VII Звитяжного - Чарльз Бікфорд – «Джонні Белінда» за роль Блека МакДональда | - Клер Тревор – «Кі Ларго» за роль Гей Дона ★ - Агнес Мургед – «Джонні Белінда» за роль Еггі Макдональд - Джин Сіммонс – «Гамлет» за роль Офелії - Барбара Бел Геддес – «Я пам'ятаю маму» за роль Катріни Хенсон - Елен Корбі – «Я пам'ятаю маму» за роль тітки Тріни |
| Найкраще літературне першоджерело | Найкращий адаптований сценарій |
| - «Пошук» – Річард Швейцер, Девід Векслер ★ - «Червона річка» – Борден Чейз - «Червоні черевички» – Емерик Прессбургер - «Голе місто» – Мелвін Уолд - «Історія Луїзіани» – Роберт Флаерті, Френсіс Х. Флаерті | - «Скарби Сьєрра-Мадре» – Джон Г'юстон за однойменним романом Б. Травена ★ - «Закордонна справа» – Чарльз Брекетт, Біллі Вайлдер, Річард Л. Брін за оповіданням Девіда Шоу - «Джонні Белінда» – Ірма фон Куб, Аллен Вінсент за однойменною п'єсою Елмера Харріса - «Пошук» – Річард Швейцер, Девід Векслер - «Зміїна яма» – Френк Партос, Міллен Бренд за однойменним романом Мері Джейн Ворд |
| Найкращий ігровий короткометражний фільм, однокатушечний | Найкращий ігровий короткометражний фільм, двокатушечний |
| - «Симфонія міста» – Едмунд Х. Рік ★ - «Енні була дивом» – Герберт Моултон - «Кінь Попелюшка» – Ґордон Голлінґшед - «Тож ти хочеш бути на радіо» – Ґордон Голлінґшед - «Ви не можете перемогти» – Піт Сміт | - «Острів тюленів» – Волт Дісней ★ - «Снігові каперси» – Томас Хед - «Калгарійська тиснява» – Ґордон Голлінґшед - «Самба-Манія» – Гаррі Грей - «Йди до біса» – Герберт Морган |
| Найкращий документальний повнометражний фільм | Найкращий документальний короткометражний фільм |
| - «Таємна земля» – Орвілл О. Далл ★ - «Тихий» – Дженіс Леб | - «Назустріч незалежності» ★ - «Від серця до серця» - «Операція «Вітлз»» |
| Найкращий музичний супровід драматичної або комедійної картини | Найкраще озвучування музичної картини |
| - «Червоні черевички» – Браян Ісдейл ★ - «Гамлет» – Вільям Волтон - «Зміїна яма» – Альфред Ньюман - «Джонні Белінда» – Макс Стайнер - «Жанна д'Арк» – Гуго Фрідгофер | - «Великодній парад» – Джонні Грін, Роджер Іденс ★ - «Імператорський вальс» – Віктор Янг - «Коли моя крихітка посміхається мені» – Альфред Ньюман - «Пірат» – Ленні Хейтон - «Романтика у відкритому морі» – Рей Хайндорф |
| Найкраща пісня до фільму | Найкращий звук |
| - «Buttons and Bows» – «Блідолиций» – музика та слова: Джей Лівінгстон, Рей Еванс ★ - «For Every Man There is a Woman» – «Касба» – музика: Гарольд Арлен; слова: Лео Робін - «It's Magic» – «Романтика у відкритому морі» – музика: Джул Стайн; слова: Семмі Кан - «The Вуді Вудпекер Song» – Політика щодо мокрих ковдр – музика та слова: Рамі Ідріс, Джордж Тібблс - «This is the Moment» – «Та леді в горностаї» – музика: Фрідріх Холлендер; слова: Лео Робін | - «Зміїна яма» – Томас Т. Моултон ★ - «Джонні Белінда» – Натан Левінсон - «Схід місяця» – Деніел Дж. Блумберг |
| Найкраща робота художника-постановника, чорно-біла | Найкраща робота художника-постановника, колір |
| - «Гамлет» – артдиректор: Роджер К. Фурс; художник-декоратор: Кармен Діллон ★ - «Джонні Белінда» – артдиректор: Роберт М. Хаас; художник-декоратор: Вільям О. Уоллес | - «Червоні черевички» – артдиректор: Хейн Хекрот; художник-декоратор: Артур Лоусон - «Жанна д'Арк» – артдиректор: Річард Дей; художник-декоратор: Кейсі Робертс, Джозеф Кіш |
| Найкраща операторська робота, чорно-біла | Найкраща операторська робота, колір |
| - «Голе місто» – Вільям Г. Деніелс ★ - «Джонні Белінда» – Тед Д. МакКорд - «Закордонна справа» – Чарльз Ленг - «Портрет Дженні» – Йосип Август - «Я пам'ятаю маму» – Микола Мусурака | - «Жанна д'Арк» – Джозеф Валентин, Вільям В. Скалл, Вінтон К. Хох ★ - «Зелена трава Вайомінга» – Чарльз Г. Кларк - «Кохання Кармен» – Вільям Снайдер - «Три мушкетери» – Роберт Планк |
| Найкращий дизайн костюмів, чорно-білий | Найкращий дизайн костюмів, колір |
| - «Гамлет» – Роджер К. Фурс ★ - «Дочка Б.Ф» – Ірен Ленц | - «Жанна д'Арк» – Дороті Джікінс, Каринська Варвара Андріївна ★ - «Імператорський вальс» – Едіт Хед, Джайл Стіл |
| Найкращий монтаж | Найкращі візуальні ефекти |
| - «Голе місто» – Пол Везервакс ★ - «Червона річка» – Крістіан Найбі - «Червоні черевички» – Реджинальд Міллс - «Джонні Белінда» – Девід Вайсбарт - «Жанна д'Арк» – Френк Салліван | - «Портрет Дженні» – Пол Іглер, Джозеф Макміллан Джонсон, Рассел Ширман, Кларенс Слайфер; спеціальні аудіоефекти: Чарльз Л. Фрімен, Джеймс Г. Стюарт ★ - «Глибокі води» – Ральф Гаммерас, Фред Серсен, Едвард Снайдер; спеціальні аудіоефекти: Роджер Хеман старший |
| Найкращий анімаційний короткометражний фільм | |
| - «Маленька сирота» – Фред Квімбі ★ - «Мишачі шкідники» – Едвард Зельцер - «Міккі і тюлень» – Волт Дісней - «Чай за двісті» – Волт Дісней - «Робін Гудлам» – United Productions of America | |

## Фільми з кількома номінаціями та нагородами
На премії «Оскара» фільми отримали номінації та нагороди.
| Номінації | Фільм                                 | Нагороди |
| --------- | ------------------------------------- | -------- |
| 7         | «Гамлет»                              | 4        |
| 3         | «Голе місто»                          | 2        |
| 12        | «Джонні Белінда»                      | 1        |
| 7         | «Жанна д'Арк»                         | 2        |
| 2         | «Закордонна справа»                   | _        |
| 6         | «Зміїна яма»                          | 1        |
| 2         | «Імператорський вальс»                | _        |
| 2         | «Коли моя крихітка посміхається мені» | _        |
| 2         | «Портрет Дженні»                      | 1        |
| 4         | «Пошук»                               | 1        |
| 2         | «Романтика у відкритому морі»         | _        |
| 4         | «Скарби Сьєрра-Мадре»                 | 3        |
| 2         | «Червона річка»                       | 0        |
| 5         | «Червоні черевички»                   | 2        |
| 5         | «Я пам'ятаю маму»                     | 0        |

## Спеціальні нагороди
| Почесний «Оскар» «людина, яку в Америці називають батьком повнометражного фільму за його заслуги в індустрії протягом сорока років»                   |  | Адольф Цукор американський кінопродюсер угорського походження, засновник кінокомпанії Paramount Pictures |
| Почесний «Оскар» «за видатні заслуги перед індустрією, що підвищили її моральний статус у світовій спільноті завдяки постановці картини «Жанна д'Арк» |  | Вальтер Вангер американський кінопродюсер                                                                |
| Почесний «Оскар» «майстер-шоумен, який підняв рівень показу кінофільмів»                                                                              |  | Сід Грауман американський шоумен. Створив Китайський та Єгипетський театри                               |
| Премія «Оскар» за найкращий фільм іноземною мовою |  | «Мосьє Вінсент» французький історично-біографічний фільм-драма режисера Моріса Клоше                     |
| Молодіжна нагорода Академії за видатну юношеську роль Карела Маліка у фільмі «Пошук»                                                                  |  | Іван Яндль чехословацький дитячий актор.                                                                 |
| Нагорода імені Ірвінга Тальберга |  | Джеррі Уолд американський сценарист і продюсер фільмів і радіопрограм                                    |